# Élections régionales de 2015 en Provence-Alpes-Côte d'Azur
Pour un article plus général, voir Élections régionales françaises de 2015.
Les élections régionales en Provence-Alpes-Côte d'Azur ont lieu les 6 et 13 décembre 2015 afin de renouveler les 123 sièges du conseil régional.
Au premier tour, le Front national, conduit par Marion Maréchal, arrive largement en tête (40,6 %), devant la liste de droite de Christian Estrosi (26,5 %). La liste socialiste de Christophe Castaner recueille 16,6 %, mais décide de se retirer du second tour, ce qui permet à Christian Estrosi de l'emporter face au Front national. Avec 45,22 % des voix, la liste conduite par Marion Maréchal réalise cependant le meilleur score jamais obtenu par une liste FN dans une région.
La droite remporte ainsi la présidence de la région Provence-Alpes-Côte d'Azur alors que la gauche était majoritaire dans la région depuis 1998 avec comme président le socialiste Michel Vauzelle, qui ne se représentait pas pour un quatrième mandat.

## Mode de scrutin
Le mode de scrutin est fixé par le code électoral. Les conseillers régionaux sont élus pour six ans : Les conseillers régionaux sont élus au scrutin de liste à deux tours sans adjonction ni suppression de noms et sans modification de l'ordre de présentation. Chaque liste est constituée d'autant de sections qu'il y a de départements dans la région.
Si une liste a recueilli la majorité absolue des suffrages exprimés au premier tour, le quart des sièges lui est attribué. Le reste est réparti à la proportionnelle suivant la règle de la plus forte moyenne. Une liste ayant obtenu moins de 5 % des suffrages exprimés ne peut se voir attribuer un siège. Sinon on procède à un second tour où peuvent se présenter les listes ayant obtenu 10 % des suffrages exprimés. La composition de ces listes peut être modifiée pour comprendre les candidats ayant figuré au premier tour sur d’autres listes, sous réserve que celles-ci aient obtenu au premier tour au moins 5 % des suffrages exprimés et ne se présentent pas au second tour. À l’issue du second tour, les sièges sont répartis de la même façon.
Les sièges étant attribués à chaque liste, on effectue ensuite la répartition entre les sections départementales, au prorata des voix obtenues par la liste dans chaque département.

## Listes et candidats

### Têtes de liste
| Liste | Liste                  | Liste          | Alpes-de-Haute-Provence   | Hautes-Alpes           | Alpes-Maritimes            | Bouches-du-Rhône    | Var                  | Vaucluse               |
| ----- | ---------------------- | -------------- | ------------------------- | ---------------------- | -------------------------- | ------------------- | -------------------- | ---------------------- |
|       | Isabelle Bonnet        | LO             | Nathalie Malhole          | Frédéric Kechra        | Danièle Bartoli            | François Roche      | Renée Defrance       | Olivier Josué          |
|       | Sophie Camard          | EELV-PCF-PG-E! | Colette Charriau          | Thierry Baud           | Cécile Dumas               | Nathalie Lefebvre   | Jean-Laurent Félizia | Emmanuel Sérafini      |
|       | Jean-Marc Governatori  | AEI            | Michel François           | Marcelle Buchlin       | Jean-Marc Governatori      | Ahmed Azouaou       | Olivier Lesage       | Michel Ricodeau        |
|       | Cyril Jarny            | ND             | Hubert de Pourquery       | Valérie Mouette        | Dominique Manigand-Gorzala | Remy Duthérage      | Patrick Boulet       | Nicolas Stortz         |
|       | Christophe Castaner    | PS-MRC-UDE     | Christophe Castaner       | Christophe Pierrel     | Patrick Allemand           | Christophe Madrolle | Cécile Muschotti     | Christine Lagrange     |
|       | Christian Estrosi      | LR-UDI-MoDem   | Éliane Bareille           | Chantal Eymeoud        | Christian Estrosi          | Renaud Muselier     | Philippe Vitel       | Julien Aubert          |
|       | Daniel Romani          | UPR            | Paul-Henri Tartanson      | Judicaël Rougon        | Éric Boizet                | Daniel Romani       | Nathalie Eymard      | Murielle Hermier       |
|       | Noël Chuisano          | DLF            | Marie-Anne Baudoui-Maurel | Catherine Mellan       | Gaël Nofri                 | Noël Chuisano       | Érik Tamburi         | Didier Gaulon          |
|       | Marion Maréchal-Le Pen | FN             | Jeannine Douzon           | Amaury Navaranne       | Olivier Bettati            | Stéphane Ravier     | Marc-Étienne Lansade | Marion Maréchal-Le Pen |
|       | Jacques Bompard        | LS             | Michel Blume              | Olivier Baudry de Vaux | Lydia Schénardi            | Laurent Comas       | Michel de Maynard    | Jacques Bompard        |

### Europe Écologie Les Verts et Front de gauche
Entre le 20 et le 24 avril, les adhérents d'Europe Écologie Les Verts votent pour élire un homme et une femme (Jean-Yves Petit et Sophie Camard sont désignés) puis, le 10 mai, le conseil national décide des têtes de liste dans l'ensemble des régions dans le respect de la parité : c'est Sophie Camard qui est choisie pour être la candidate écologiste.
Le 20 juin, il est décidé à l'issue d'un vote qu'EELV mènera une liste autonome du PS lors des régionales. Comme dans d'autres régions, EELV forme finalement une alliance avec le Parti de gauche et Ensemble !. Sophie Camard déclare être également en discussion avec le Parti communiste qui a nommé Jean-Marc Coppola, vice-président sortant de la région, comme chef de file. Finalement, le 24 septembre 2015, une liste commune EELV-Front de gauche est annoncée, et présentée le 30 septembre.

### Front national
|  |

Jean-Marie Le Pen, ancien président du Front national et déjà tête de liste en 2010, annonce en janvier 2015 qu'il sera la tête de liste du parti.
Toutefois, le 2 avril 2015, il réitère sa phrase selon laquelle les chambres à gaz du génocide des Juifs sont un « détail de l’histoire de la Seconde Guerre mondiale ». Sa fille et nouvelle présidente du FN, Marine Le Pen, se déclare « en profond désaccord sur la forme et le fond » mais la polémique se poursuit lorsque Jean-Marie Le Pen lui réplique dans Rivarol, ajoutant des propos sur le maréchal Pétain et s'interrogeant sur l'« attachement réel » de Manuel Valls « à la France » car il est immigré.
Finalement, Jean-Marie Le Pen annonce ne pas être candidat et, le 12 avril 2015, propose la candidature de sa petite-fille députée de Vaucluse, Marion Maréchal-Le Pen. Celle-ci confirme sa candidature le 14 avril, ainsi que Bruno Gollnisch. Ce dernier se retire finalement le 16 avril 2015 et Marion Maréchal est investie le lendemain,.
En octobre 2015, après avoir un temps menacé de présenter une liste dissidente, Jean-Marie Le Pen appelle à voter pour sa petite-fille mais certains soutiens locaux de celui-ci affirment leur intention de rejoindre la liste d'extrême droite conduite par Jacques Bompard.
Abel Mestre et Caroline Monnot affirment que Marion Maréchal-Le Pen, « beaucoup moins présente dans les médias que Florian Philippot », « tente avant tout de se construire un fief, une base arrière en Provence-Alpes-Côte d'Azur, sans doute le meilleur moyen d'échapper à l'omnipotence de sa tante ». Au fil des mois, elle obtient le ralliement de plusieurs élus de droite, notamment d'Olivier Bettati, conseiller municipal divers droite à Nice, qui est désigné tête de liste FN dans les Alpes-Maritimes, mais aussi de personnalités de la mouvance identitaire.

### Parti socialiste
|  |

Le 8 janvier 2014, Michel Vauzelle, président sortant du conseil régional, annonce qu'il ne se présentera pas à un quatrième mandat,. Le 5 février 2015, les adhérents du PS de la région votent pour désigner leur tête de liste parmi :
- Patrick Allemand, vice-président du conseil régional, conseiller municipal de Nice ;
- Christophe Castaner, député des Alpes-de-Haute-Provence, maire de Forcalquier, ancien vice-président du conseil régional ;
- Elsa Di Meo, conseillère régionale du Var, ancienne conseillère municipale de Fréjus.

| Candidats | Candidats           | Résultats |
| Candidats | Candidats           | %         |
| --------- | ------------------- | --------- |
|           | Christophe Castaner | 54,32 %   |
|           | Patrick Allemand    | 31,44 %   |
|           | Elsa Di Meo         | 14,24 %   |

C'est donc Christophe Castaner qui est la tête de liste du Parti socialiste.
Le 22 septembre 2015, Christophe Castaner annonce avoir conclu un accord avec le Mouvement républicain et citoyen,. Le 24 septembre, Christophe Madrolle du Front démocrate est annoncé comme tête de liste dans les Bouches-du-Rhône dans le cadre d'un accord avec l'Union des démocrates et des écologistes. La liste est également soutenue par le Partit occitan, qui soutenait précédemment EELV.

### Les Républicains et UDI
|  |

Parmi les candidats évoqués pour Les Républicains se trouvent initialement Valérie Boyer (députée des Bouches-du-Rhône et maire du Sixième secteur de Marseille), Renaud Muselier, député européen, et Éric Ciotti (député et président du conseil départemental des Alpes-Maritimes),. Ce dernier apporte toutefois son soutien à Christian Estrosi (député des Alpes-Maritimes, maire de Nice et président de la métropole Nice Côte d'Azur).
Dans un communiqué du 14 avril 2015, l'UMP annonce finalement avoir investi Christian Estrosi.
Le 15 avril 2015, l'UDI désigne Sophie Joissains et Rudy Salles comme « chefs de file » dans le cadre d'une « liste d'union » avec l'UMP.

### Autres partis

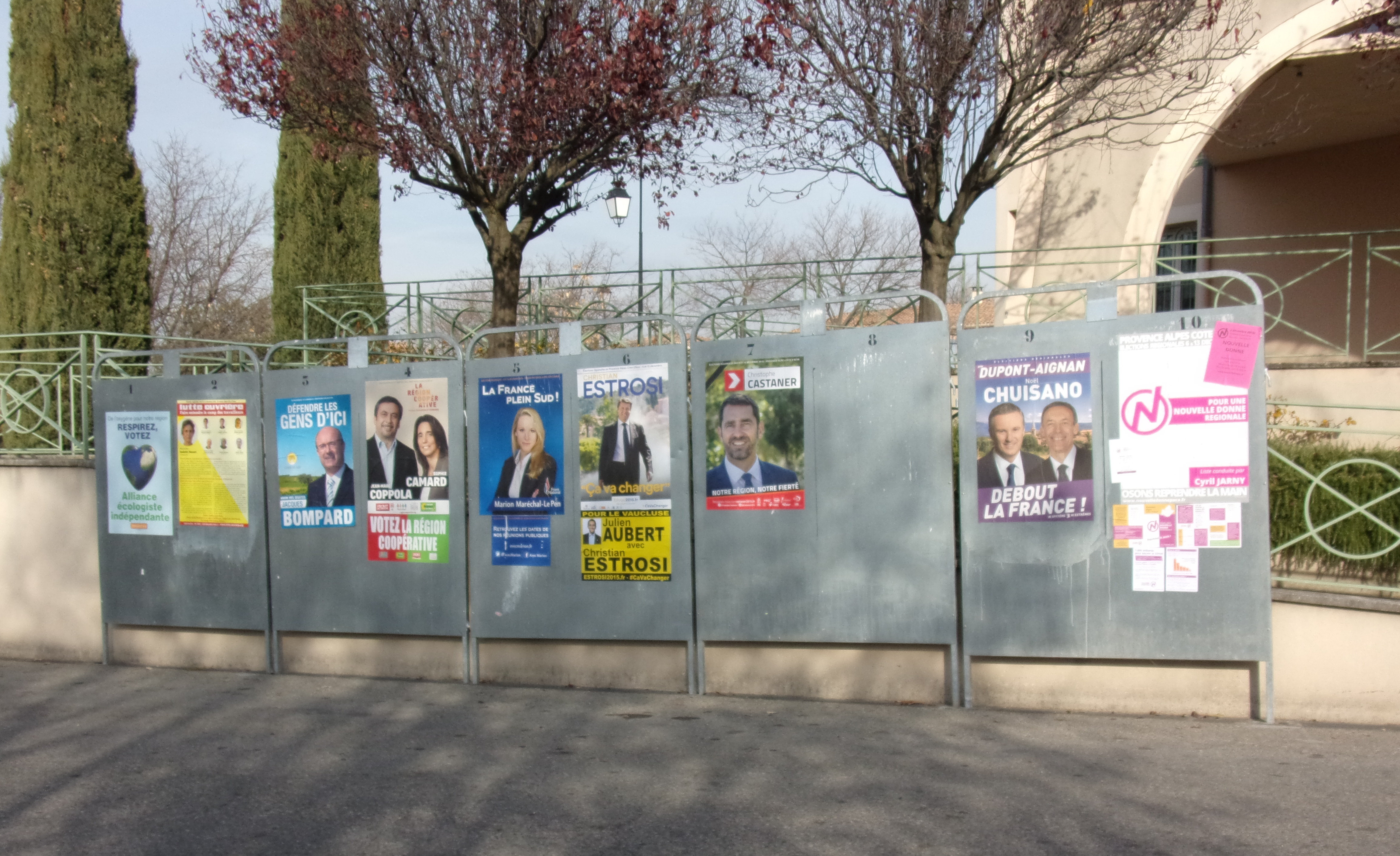
Panneaux électoraux.

Le député Jacques Bompard présente une liste d'extrême droite avec son parti, la Ligue du Sud, et le soutien du Parti de la France.
Isabelle Bonnet est la tête de liste du parti d'extrême-gauche Lutte ouvrière.
Noël Chuisano, secrétaire départemental de Debout la France dans les Alpes-de-Haute-Provence, est la tête de liste du parti de Nicolas Dupont-Aignan. Gaël Nofri est la tête de liste départementale pour les Alpes-Maritimes.
Jean-Marc Governatori mène une liste de l'Alliance écologiste indépendante.
Cyril Jarny est la tête de liste de Nouvelle Donne.
Daniel Romani conduit une liste pour l'Union populaire républicaine.

## Campagne

### Premier tour
La campagne est marquée par la question du score du Front national et, en particulier, par l'attitude de la gauche qui part divisée et dont les sondages prédisent qu'elle serait distancée au premier tour. Le Premier ministre socialiste Manuel Valls juge qu'il faut « tout faire » pour empêcher le FN de gagner une région jusqu'à évoquer une fusion des listes PS avec celle de droite au second tour. Localement, Christophe Castaner est plus circonspect et dénonce « des gens qui comme Christian Estrosi ont souvent des propos, des thèses, des attitudes qui vont au-delà même du Front national ».
Le chef de file des républicains est en effet coutumier de prises de position très à droite, notamment sur l'immigration, les musulmans ou les Roms. Christian Estrosi mène d'ailleurs en partie campagne sur ces thèmes, mettant notamment en avant la sécurité.
Marion Maréchal-Le Pen mène également campagne sur les questions identitaires et d'immigration, thèmes de prédilection du Front national, qui ne sont pas dans la compétence des régions. Elle se prononce pour la fin des subventions régionales au Planning familial, dénonçant une « banalisation de l'avortement ». Mais elle tente également de donner au FN une image plus crédible sur les questions économiques, proposant par exemple de « soutenir les entreprises faisant face à des difficultés de trésorerie passagères » tout en soutenant le développement d'un patriotisme économique régional en donnant la priorité aux entreprises régionales pour les marchés publics.

### Second tour

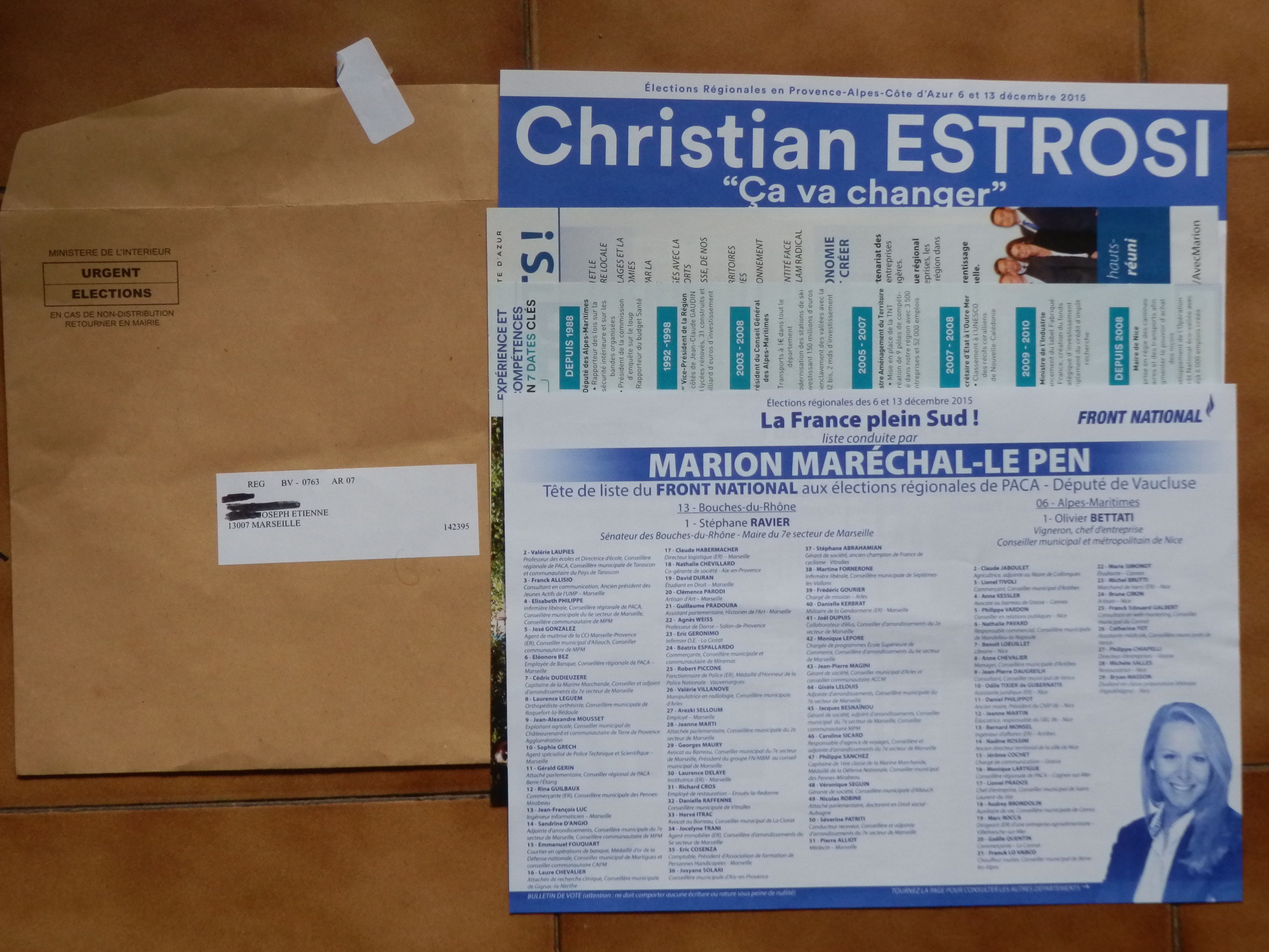
Propagande électorale dans les boîtes à lettres à Marseille

Pour la campagne du second tour, alors que Marion Maréchal-Le Pen est arrivée largement en tête du premier tour, Christian Estrosi bénéficie du retrait de la liste menée par Christophe Castaner qui appelle à le soutenir pour battre le FN. Le retrait de la liste de gauche eu lieu le soir du premier tour mais suscita plusieurs critiques de militants socialistes,. Estrosi met de côté sa campagne du premier tour et choisit de mettre en avant la « Résistance » au parti d'extrême droite en appelant au rassemblement. Il propose notamment la mise en place d'un organe de concertation afin que les listes qui se sont retirées après le premier tour puissent être représentées à la région.

### Sondages
La marge d'erreur de ces sondages est de 4,5 % pour 500 personnes interrogées, 3,2 % pour 1000, 2,2 % pour 2000 et 1,6 % pour 4000.

#### Premier tour
Pour des raisons techniques, il est temporairement impossible d'afficher le graphique qui aurait dû être présenté ici.

| Institut   | Date                   | Échantillon | LO     | PCF-PG-E!     | EELV          | ND    | PS-PRG   | AEI         | MoDem        | LR-UDI       | DLF      | UPR    | FN              | LS      |
| Institut   | Date                   | Échantillon | Bonnet | Coppola       | Camard        | Jarny | Castaner | Governatori |              | Estrosi      | Chuisano | Romani | Maréchal-Le Pen | Bompard |
| ---------- | ---------------------- | ----------- | ------ | ------------- | ------------- | ----- | -------- | ----------- | ------------ | ------------ | -------- | ------ | --------------- | ------- |
| Institut   | Date                   | Échantillon |        |               |               |       |          |             |              |              |          |        |                 |         |
| Ipsos      | 20 au 29 novembre      | 1 733       | 1      | 7,5 (Camard)  | 7,5 (Camard)  | 1     | 16       | 1,5         | 30 (Estrosi) | 30 (Estrosi) | 2        | 0,5    | 40              | 0,5     |
| Ifop       | 25 au 27 novembre      | 907         | 0,5    | 8 (Camard)    | 8 (Camard)    | 2     | 18       | 1,5         | 29 (Estrosi) | 29 (Estrosi) | 1,5      | <0,5   | 39              | 0,5     |
| BVA        | 17 au 23 novembre 2015 | 808         | 1      | 8 (Camard)    | 8 (Camard)    | 0,5   | 16       | 2           | 28 (Estrosi) | 28 (Estrosi) | 1        | 0,5    | 42              | 1       |
| Ipsos      | 19 au 21 novembre      | 830         | 1      | 8 (Camard)    | 8 (Camard)    | 1     | 16       | 1           | 30 (Estrosi) | 30 (Estrosi) | 2        | 0,5    | 40              | 0,5     |
| Ifop       | 17 au 20 novembre      | 919         | 0,5    | 8,5 (Camard)  | 8,5 (Camard)  | 2     | 19       | 1           | 30 (Estrosi) | 30 (Estrosi) | 1,5      | -      | 37              | 0,5     |
| Ifop       | 13 au 17 octobre 2015  | 915         | 0,5    | 11,5 (Camard) | 11,5 (Camard) | 1,5   | 18       | -           | 32 (Estrosi) | 32 (Estrosi) | 1,5      | -      | 34              | 1 %     |
| Opinionway | 10 au 12 novembre 2015 | 833         | 1      | 8 (Camard)    | 8 (Camard)    | 1     | 18       | 2           | 31 (Estrosi) | 31 (Estrosi) | 2        | -      | 37              | -       |
| Odoxa      | 12 au 16 octobre 2015  | 927         | 1,5    | 10 (Camard)   | 10 (Camard)   | 2     | 18       | -           | 30 (Estrosi) | 30 (Estrosi) | 2        | 0,5    | 35              | 1       |
| BVA        | 6 au 15 octobre 2015   | 798         | 1      | 10 (Camard)   | 10 (Camard)   | 2     | 16       | -           | 32 (Estrosi) | 32 (Estrosi) | 2        | -      | 36              | 1       |
| Ifop       | 23 au 26 juin 2015     | 905         | 1      | 7             | 7             | -     | 17       | -           | 5            | 29           | 2        | -      | 32              | -       |

#### Second tour
| Institut           | Date                   | Échantillon | PS-PRG-EELV-PCF | LR-UDI-MoDem | FN              |
| Institut           | Date                   | Échantillon | Castaner        | Estrosi      | Maréchal-Le Pen |
| ------------------ | ---------------------- | ----------- | --------------- | ------------ | --------------- |
| Institut           | Date                   | Échantillon |                 |              |                 |
| BVA                | 8 au 10 décembre 2015  | 828         | -               | 51           | 49              |
| Ifop               | 8 au 9 décembre 2015   | 1 182       | -               | 52           | 48              |
| Harris Interactive | 7 au 9 décembre 2015   | 1 000       | -               | 51           | 49              |
| TNS Sofres         | 7 au 8 décembre 2015   | 803         | -               | 54           | 46              |
| Odoxa              | 6 au 8 décembre 2015   | 1 299       | -               | 52           | 48              |
| Ipsos              | 20 au 29 novembre 2015 | 1 733       | 25              | 34           | 41              |
| Ifop               | 25 au 27 novembre 2015 | 907         | 27              | 34           | 39              |
| Ipsos              | 19 au 21 novembre 2015 | 830         | 25              | 34           | 41              |
| BVA                | 17 au 23 novembre 2015 | 808         | 25              | 32           | 43              |
| BVA                | 17 au 23 novembre 2015 | 808         | -               | 50           | 50              |
| Ifop               | 17 au 20 novembre 2015 | 919         | 29              | 33           | 38              |
| Opinonway          | 10 au 12 novembre 2015 | 833         | 27              | 35           | 38              |
| Opinonway          | 10 au 12 novembre 2015 | 833         | 43              | -            | 57              |
| Opinonway          | 10 au 12 novembre 2015 | 833         | -               | 52           | 48              |
| Ifop               | 13 au 17 octobre 2015  | 915         | 28              | 36           | 36              |
| Odoxa              | 12 au 16 octobre 2015  | 927         | 29              | 34           | 37              |
| BVA                | 6 au 15 octobre 2015   | 798         | 27              | 36           | 37              |
| Ifop               | 23 au 26 juin 2015     | 905         | 32              | 35           | 33              |

## Résultats
Au premier tour, le liste Front national arrive largement en tête avec 40,6 % des voix. Marion Maréchal réalise en Provence-Alpes-Côte d'Azur le second meilleur score national du FN lors de ce premier tour, après celui de Marine Le Pen en Nord-Pas-de-Calais-Picardie. Il s'agit également du meilleur score du FN réalisé en PACA, qui correspond selon le chercheur Joël Gombin à un « élargissement de l’électorat » du parti d'extrême droite.
La liste d'union de la droite et du centre de Christian Estrosi arrive deuxième avec 26,5 % des voix, un score identique à la liste UMP-NC en 2010. La liste PS réalise quant à elle 16,6 % des voix, soit 10 points de moins qu'en 2010. Ce résultat pousse Christophe Castaner à retirer sa liste pour le second tour, conformément à la décision prise par le bureau national du PS. La liste EELV-FG recueille 6,5 % des voix, soit un recul de 10 points par rapport au score cumulé des écologistes et du Front de gauche en 2010.
Au second tour, dans un contexte de participation en forte hausse, la liste FN de Marion Maréchal progresse de plus de 160 000 voix mais la liste LR-UDI de Christian Estrosi — soutenue explicitement par le PS alors qu'EELV et le Front de gauche appellent à battre le FN — réussit à la devancer de près de presque 10 points. Avec plus de 45 % des voix, Marion Maréchal réalise toutefois le meilleur score du FN lors d'une élection régionale.

### Résultats régionaux

Candidat arrivé en tête au 1er tour dans chaque commune de la Région Provence-Alpes-Côte-d'Azur :
Sophie Camard
Cyril Jarny
Jean Marc Governatori
Christophe Castaner
Christian Estrosi
Marion Maréchal

Candidat arrivé en tête au 2e tour dans chaque commune de la Région Provence-Alpes-Côte-d'Azur :
Christian Estrosi
Marion Maréchal

|                          |                          |                          |              |              |             |               |        |               |  |  |  |  |  |  |
| Tête de liste            | Tête de liste            | Liste                    | Premier tour | Premier tour | Second tour | Second tour   | Sièges | +/-           |  |  |  |  |  |  |
| Tête de liste            | Tête de liste            | Liste                    | Voix         | %            | Voix        | %             | Sièges | +/-           |  |  |  |  |  |  |
|                          | Marion Maréchal          | FN                       | 719 716      | 40,55        | 886 147     | 45,22         | 42     | 21            |  |  |  |  |  |  |
|                          | Christian Estrosi        | LR-UDI-MoDem             | 469 882      | 26,48        | 1 073 485   | 54,78         | 81     | 51            |  |  |  |  |  |  |
|                          | Christophe Castaner      | PS-PRG-MRC-UDE           | 294 396      | 16,59        | Retrait     | Retrait       | 0      | 72            |  |  |  |  |  |  |
|                          | Sophie Camard            | EELV-PCF-PG-E!           | 116 125      | 6,54         |             |               | 0      | 72            |  |  |  |  |  |  |
|                          | Jean-Marc Governatori    | AEI                      | 71 896       | 4,05         | 0           | en stagnation |        |               |  |  |  |  |  |  |
|                          | Noël Chuisano            | DLF                      | 34 599       | 1,95         | 0           | en stagnation |        |               |  |  |  |  |  |  |
|                          | Isabelle Bonnet          | LO                       | 26 278       | 1,48         | 0           | en stagnation |        |               |  |  |  |  |  |  |
|                          | Jacques Bompard          | LS-PDF-BI                | 19 889       | 1,12         | 0           | en stagnation |        |               |  |  |  |  |  |  |
|                          | Cyril Jarny              | ND                       | 11 275       | 0,64         | 0           | en stagnation |        |               |  |  |  |  |  |  |
|                          | Daniel Romani            | UPR                      | 10 752       | 0,61         | 0           | en stagnation |        |               |  |  |  |  |  |  |
|                          |                          |                          |              |              |             |               |        |               |  |  |  |  |  |  |
| Suffrages exprimés       | Suffrages exprimés       | Suffrages exprimés       | 1 774 808    | 96,93        | 1 959 632   | 92,17         |        |               |  |  |  |  |  |  |
| Votes blancs             | Votes blancs             | Votes blancs             | 35 938       | 1,97         | 115 046     | 5,42          |        |               |  |  |  |  |  |  |
| Votes nuls               | Votes nuls               | Votes nuls               | 20 261       | 1,09         | 51 388      | 2,41          |        |               |  |  |  |  |  |  |
| Total                    | Total                    | Total                    | 1 831 007    | 100          | 2 126 066   | 100           | 123    | en stagnation |  |  |  |  |  |  |
| Abstentions              | Abstentions              | Abstentions              | 1 694 271    | 48,06        | 1 399 209   | 39,69         |        |               |  |  |  |  |  |  |
| Inscrits / Participation | Inscrits / Participation | Inscrits / Participation | 3 525 278    | 51,94        | 3 525 275   | 60,31         |        |               |  |  |  |  |  |  |

- Sophie Camard
- Cyril Jarny
- Jean Marc Governatori
- Christophe Castaner
- Christian Estrosi
- Marion Maréchal

- Christian Estrosi
- Marion Maréchal

### Par département

#### Alpes-de-Haute-Provence
| Tête de liste | Tête de liste             | Liste          | Premier tour | Premier tour | Second tour | Second tour | Sièges  |
| Tête de liste | Tête de liste             | Liste          | #            | %            | #           | %           | Sièges  |
| ------------- | ------------------------- | -------------- | ------------ | ------------ | ----------- | ----------- | ------- |
|               | Jeannine Douzon           | FN             | 24 083       | 34,91        | 30 370      | 44,06       | 1       |
|               | Christophe Castaner       | PS-PRG-MRC-UDE | 20 467       | 29,67        | Retrait     | Retrait     | Retrait |
|               | Eliane Barreille          | LR-UDI-MoDem   | 13 158       | 19,07        | 38 551      | 55,94       | 3       |
|               | Colette Charriau          | EELV-PCF-PG-E! | 5 127        | 7,43         |             |             |         |
|               | Michel François           | AEI            | 2 367        | 3,43         |             |             |         |
|               | Marie-Anne Baudoui-Maurel | DLF            | 1 447        | 2,10         |             |             |         |
|               | Nathalie Malhole          | LO             | 1 035        | 1,50         |             |             |         |
|               | Michel Blume              | LS-PDF         | 478          | 0,69         |             |             |         |
|               | Hubert De Pourquery       | ND             | 454          | 0,66         |             |             |         |
|               | Paul-Henri Tartanson      | UPR            | 370          | 0,54         |             |             |         |
|               |                           |                |              |              |             |             |         |
| Inscrits      | Inscrits                  | Inscrits       | 125 778      | 100,00       | 125 774     | 100,00      |         |
| Abstentions   | Abstentions               | Abstentions    | 54 170       | 43,07        | 47 004      | 37,37       |         |
| Votants       | Votants                   | Votants        | 71 608       | 56,93        | 78 770      | 62,63       |         |
| Blancs        | Blancs                    | Blancs         | 1 493        | 2,08         | 6 390       | 8,11        |         |
| Nuls          | Nuls                      | Nuls           | 1 129        | 1,58         | 3 459       | 4,39        |         |
| Exprimés      | Exprimés                  | Exprimés       | 68 986       | 96,34        | 68 921      | 87,50       |         |

* Président sortant

#### Hautes-Alpes
| Tête de liste | Tête de liste          | Liste          | Premier tour | Premier tour | Second tour | Second tour | Sièges  |
| Tête de liste | Tête de liste          | Liste          | #            | %            | #           | %           | Sièges  |
| ------------- | ---------------------- | -------------- | ------------ | ------------ | ----------- | ----------- | ------- |
|               | Amaury Navarranne      | FN             | 19 250       | 32,58        | 23 341      | 38,77       | 1       |
|               | Chantal Eymeoud        | UDI-LR-MoDem   | 14 500       | 24,54        | 36 858      | 61,23       | 3       |
|               | Christophe Pierrel     | PS-PRG-MRC-UDE | 13 597       | 23,01        | Retrait     | Retrait     | Retrait |
|               | Thierry Baud           | EELV-PCF-PG-E! | 5 569        | 9,43         |             |             |         |
|               | Marcelle Buchlin       | AEI            | 2 617        | 4,43         |             |             |         |
|               | Catherine Mellan       | DLF            | 1 192        | 2,02         |             |             |         |
|               | Frédéric Kechra        | LO             | 934          | 1,58         |             |             |         |
|               | Olivier Baudry de Vaux | LS-PDF         | 513          | 0,87         |             |             |         |
|               | Valérie Mouette        | ND             | 499          | 0,84         |             |             |         |
|               | Judicaël Rougon        | UPR            | 411          | 0,70         |             |             |         |
|               |                        |                |              |              |             |             |         |
| Inscrits      | Inscrits               | Inscrits       | 108 920      | 100,00       | 108 915     | 100,00      |         |
| Abstentions   | Abstentions            | Abstentions    | 47 187       | 43,32        | 39 585      | 36,34       |         |
| Votants       | Votants                | Votants        | 61 733       | 56,68        | 69 330      | 63,66       |         |
| Blancs        | Blancs                 | Blancs         | 1 669        | 2,70         | 6 336       | 9,14        |         |
| Nuls          | Nuls                   | Nuls           | 982          | 1,59         | 2 795       | 4,03        |         |
| Exprimés      | Exprimés               | Exprimés       | 59 082       | 95,71        | 60 199      | 86,83       |         |

* Président sortant

#### Alpes-Maritimes
| Tête de liste | Tête de liste              | Liste          | Premier tour | Premier tour | Second tour | Second tour | Sièges  |
| Tête de liste | Tête de liste              | Liste          | #            | %            | #           | %           | Sièges  |
| ------------- | -------------------------- | -------------- | ------------ | ------------ | ----------- | ----------- | ------- |
|               | Christian Estrosi          | LR-UDI-MoDem   | 148 835      | 37,91        | 258 975     | 58,58       | 19      |
|               | Olivier Bettati            | FN             | 148 802      | 37,90        | 183 088     | 41,42       | 9       |
|               | Patrick Allemand           | PS-PRG-MRC-UDE | 47 481       | 12,09        | Retrait     | Retrait     | Retrait |
|               | Cécile Dumas               | PCF-PG-E!-EELV | 16 961       | 4,32         |             |             |         |
|               | Jean-Marc Governatori      | AEI            | 14 562       | 3,71         |             |             |         |
|               | Gaël Nofri                 | DLF            | 6 933        | 1,77         |             |             |         |
|               | Danièle Bartoli            | LO             | 3 881        | 0,99         |             |             |         |
|               | Lydia Schénardi            | LS-PDF         | 1 700        | 0,49         |             |             |         |
|               | Dominique Manigand Gorzala | ND             | 1 932        | 0,43         |             |             |         |
|               | Eric Boizet                | UPR            | 1 537        | 0,39         |             |             |         |
|               |                            |                |              |              |             |             |         |
| Inscrits      | Inscrits                   | Inscrits       | 761 575      | 100,00       | 761 579     | 100,00      |         |
| Abstentions   | Abstentions                | Abstentions    | 358 915      | 47,13        | 292 828     | 38,45       |         |
| Votants       | Votants                    | Votants        | 402 660      | 52,87        | 468 751     | 61,55       |         |
| Blancs        | Blancs                     | Blancs         | 6 261        | 1,55         | 18 901      | 4,03        |         |
| Nuls          | Nuls                       | Nuls           | 3 775        | 0,94         | 7 787       | 1,66        |         |
| Exprimés      | Exprimés                   | Exprimés       | 392 624      | 97,51        | 442 063     | 94,31       |         |

* Président sortant

#### Bouches-du-Rhône
| Tête de liste | Tête de liste       | Liste          | Premier tour | Premier tour | Second tour | Second tour | Sièges  |
| Tête de liste | Tête de liste       | Liste          | #            | %            | #           | %           | Sièges  |
| ------------- | ------------------- | -------------- | ------------ | ------------ | ----------- | ----------- | ------- |
|               | Stéphane Ravier     | FN             | 259 612      | 39,87        | 320 802     | 43,97       | 16      |
|               | Renaud Muselier     | LR-UDI-MoDem   | 147 352      | 22,63        | 408 854     | 56,03       | 31      |
|               | Christophe Madrolle | UDE-PS-PRG-MRC | 121 344      | 18,63        | Retrait     | Retrait     | Retrait |
|               | Nathalie Lefebvre   | PCF-PG-E!-EELV | 56 939       | 8,74         |             |             |         |
|               | Ahmed Azouaou       | AEI            | 27 113       | 4,16         |             |             |         |
|               | Noël Chuisano       | DLF            | 13 267       | 2,04         |             |             |         |
|               | François Roche      | LO             | 11 819       | 1,81         |             |             |         |
|               | Laurent Comas       | LS-PDF         | 4 943        | 0,76         |             |             |         |
|               | Rémy Dutherage      | ND             | 4 541        | 0,70         |             |             |         |
|               | Daniel Romani       | UPR            | 4 295        | 0,66         |             |             |         |
|               |                     |                |              |              |             |             |         |
| Inscrits      | Inscrits            | Inscrits       | 1 350 579    | 100,00       | 1 350 551   | 100,00      |         |
| Abstentions   | Abstentions         | Abstentions    | 677 668      | 50,18        | 555 783     | 41,15       |         |
| Votants       | Votants             | Votants        | 672 911      | 49,82        | 794 768     | 58,85       |         |
| Blancs        | Blancs              | Blancs         | 14 123       | 2,10         | 45 025      | 5,67        |         |
| Nuls          | Nuls                | Nuls           | 7 563        | 1,12         | 20 087      | 2,53        |         |
| Exprimés      | Exprimés            | Exprimés       | 651 225      | 96,78        | 729 656     | 91,81       |         |

* Président sortant

#### Var
| Tête de liste | Tête de liste        | Liste          | Premier tour | Premier tour | Second tour | Second tour | Sièges  |
| Tête de liste | Tête de liste        | Liste          | #            | %            | #           | %           | Sièges  |
| ------------- | -------------------- | -------------- | ------------ | ------------ | ----------- | ----------- | ------- |
|               | Marc-Étienne Lansade | FN             | 175 115      | 44,57        | 212 726     | 49,14       | 10      |
|               | Philippe Vitel       | LR-UDI-MoDem   | 108 364      | 27,58        | 220 194     | 50,86       | 17      |
|               | Cécile Muschotti     | PS-PRG-MRC-UDE | 53 164       | 13,53        | Retrait     | Retrait     | Retrait |
|               | Jean-Laurent Félizia | EELV-PCF-PG-E! | 18 470       | 4,70         |             |             |         |
|               | Olivier Lesage       | AEI            | 16 147       | 4,11         |             |             |         |
|               | Erik Tamburi         | DLF            | 8 106        | 2,06         |             |             |         |
|               | Renée Defrance       | LO             | 5 287        | 1,35         |             |             |         |
|               | Michel de Maynard    | LS-PDF         | 3 515        | 0,89         |             |             |         |
|               | Nathalie Eymard      | UPR            | 2 615        | 0,67         |             |             |         |
|               | Patrick Boulet       | ND             | 2 133        | 0,54         |             |             |         |
|               |                      |                |              |              |             |             |         |
| Inscrits      | Inscrits             | Inscrits       | 780 011      | 100,00       | 780 002     | 100,00      |         |
| Abstentions   | Abstentions          | Abstentions    | 375 446      | 48,13        | 313 869     | 40,24       |         |
| Votants       | Votants              | Votants        | 404 565      | 51,87        | 466 133     | 59,76       |         |
| Blancs        | Blancs               | Blancs         | 7 502        | 1,85         | 22 522      | 4,83        |         |
| Nuls          | Nuls                 | Nuls           | 4 147        | 1,03         | 10 691      | 2,29        |         |
| Exprimés      | Exprimés             | Exprimés       | 392 916      | 97,12        | 432 920     | 92,87       |         |

* Président sortant

#### Vaucluse
| Tête de liste | Tête de liste          | Liste          | Premier tour | Premier tour | Second tour | Second tour | Sièges  |
| Tête de liste | Tête de liste          | Liste          | #            | %            | #           | %           | Sièges  |
| ------------- | ---------------------- | -------------- | ------------ | ------------ | ----------- | ----------- | ------- |
|               | Marion Maréchal-Le Pen | FN             | 92 884       | 44,23        | 115 820     | 51,28       | 5       |
|               | Christine Lagrange     | PS-PRG-MRC-UDE | 38 345       | 18,26        | Retrait     | Retrait     | Retrait |
|               | Julien Aubert          | LR-UDI-MoDem   | 37 675       | 17,94        | 110 053     | 48,72       | 8       |
|               | Emmanuel Serafini      | EELV-PCF-PG-E! | 13 059       | 6,22         |             |             |         |
|               | Michel Ricodeau        | AEI            | 9 095        | 4,33         |             |             |         |
|               | Jacques Bompard        | LS-PDF         | 8 740        | 4,16         |             |             |         |
|               | Didier Gaulon          | DLF            | 3 655        | 1,74         |             |             |         |
|               | Olivier Josué          | LO             | 3 323        | 1,58         |             |             |         |
|               | Nicolas Stortz         | ND             | 1 717        | 0,82         |             |             |         |
|               | Muriel Hermier         | UPR            | 1 524        | 0,73         |             |             |         |
|               |                        |                |              |              |             |             |         |
| Inscrits      | Inscrits               | Inscrits       | 398 416      | 100,00       | 398 454     | 100,00      |         |
| Abstentions   | Abstentions            | Abstentions    | 180 901      | 45,41        | 150 140     | 37,68       |         |
| Votants       | Votants                | Votants        | 217 515      | 54,59        | 248 314     | 62,32       |         |
| Blancs        | Blancs                 | Blancs         | 5 060        | 2,33         | 15 872      | 6,39        |         |
| Nuls          | Nuls                   | Nuls           | 2 438        | 1,12         | 6 569       | 2,65        |         |
| Exprimés      | Exprimés               | Exprimés       | 210 017      | 96,55        | 225 873     | 90,96       |         |

* Président sortant

### Composition du conseil régional
| Liste                  | Parti | Parti | 04 | 05 | 06 | 13 | 83 | 84 | Total    |
| ---------------------- | ----- | ----- | -- | -- | -- | -- | -- | -- | -------- |
| Christian Estrosi      |       | LR    | 2  | 2  | 14 | 17 | 14 | 6  | 55 / 123 |
| Christian Estrosi      |       | UDI   |    |    | 3  | 6  | 3  | 1  | 13 / 123 |
| Christian Estrosi      |       | DVD   | 1  | 1  | 1  | 6  |    |    | 9 / 123  |
| Christian Estrosi      |       | MoDem |    |    | 1  | 2  |    | 1  | 4 / 123  |
| Marion Maréchal-Le Pen |       | FN    | 1  | 1  | 9  | 16 | 10 | 5  | 42 / 123 |